# NGC 910
NGC 910 è una galassia ellittica situata nella costellazione di Andromeda, a una distanza di circa 236 milioni di anni luce dalla nostra Via Lattea.

## Scoperta
La galassia è stata scoperta il 17 ottobre 1786 dall'astronomo britannico di origine tedesca William Herschel.

## Supernova
Il 1 dicembre 2008, all'interno di NGC 910 è stata scoperta la supernova SN 2008hs da  P. Thrasher, S. B. Cenko, W. Li e A. V. Filippenko dell'Università della California - Berkeley nel corso del programma LOSS (Lick Observatory Supernova Search) dell'Osservatorio Lick. La supernova è stata classificata di tipo Ia